# Magyarország a 2014-es úszó-Európa-bajnokságon
Magyarország a németországi Berlinben megrendezett 2014-es úszó-Európa-bajnokság egyik részt vevő nemzete volt.

## Versenyzők száma
| Sportág, szakág  | Magyar résztvevő | Magyar résztvevő | Magyar résztvevő |
| Sportág, szakág  | Férfi            | Nő               | Össz.            |
| Úszás            | 12               | 5                | 17               |
| Nyílt vízi úszás | 4                | 3                | 7                |
| Műugrás          | 2                | 3                | 5                |
| Szinkronúszás    | –                | 11               | 11               |
| Összesen         | 17*              | 22               | 39*              |

* – Gyurta Gergely úszásban és nyílt vízi úszásban is indult.

## Érmesek
| Érem  | Versenyző                                                        | Versenyszám | Versenyszám            | Dátum         |
| ----- | ---------------------------------------------------------------- | ----------- | ---------------------- | ------------- |
| Arany | Hosszú Katinka                                                   | úszás       | Női 400 m vegyes       | augusztus 18. |
| Arany | Cseh László                                                      | úszás       | Férfi 200 m vegyes     | augusztus 20. |
| Arany | Hosszú Katinka                                                   | úszás       | Női 200 m vegyes       | augusztus 21. |
| Arany | Hosszú Katinka                                                   | úszás       | Női 100 m hát          | augusztus 21. |
| Arany | Verrasztó Dávid                                                  | úszás       | Férfi 400 m vegyes     | augusztus 24. |
| Ezüst | Risztov Éva                                                      | úszás       | Női 10 km              | augusztus 13. |
| Ezüst | Olasz Anna                                                       | úszás       | Női 25 km              | augusztus 17. |
| Ezüst | Biczó Bence                                                      | úszás       | Férfi 200 m pillangó   | augusztus 21. |
| Ezüst | Kapás Boglárka                                                   | úszás       | Női 1500 m gyors       | augusztus 23. |
| Ezüst | Cseh László                                                      | úszás       | Férfi 100 m pillangó   | augusztus 23. |
| Ezüst | Hosszú Katinka                                                   | úszás       | Női 200 m gyors        | augusztus 23. |
| Bronz | Kormos Villő Reisinger Zsófia                                    | műugrás     | Női 10 m szinkron      | augusztus 19. |
| Bronz | Kapás Boglárka                                                   | úszás       | Női 800 m gyors        | augusztus 21. |
| Bronz | Jakabos Zsuzsanna Verrasztó Evelyn Kapás Boglárka Hosszú Katinka | úszás       | Női 4 × 200 m gyors    | augusztus 21. |
| Bronz | Balog Gábor                                                      | úszás       | Férfi 200 m hát        | augusztus 23. |
| Bronz | Hosszú Katinka                                                   | úszás       | Női 200 m pillangó     | augusztus 24. |
| Bronz | Cseh László Gyurta Dániel Pulai Bence Kozma Dominik              | úszás       | Férfi 4 × 100 m vegyes | augusztus 24. |

## Úszás
Férfi
| Versenyző                                           | Versenyszám      | Előfutam | Előfutam | Előfutam | Elődöntő     | Elődöntő | Elődöntő | Döntő    | Döntő    |
| Versenyző                                           | Versenyszám      | Idő      | Hely.    | Össz.    | Idő          | Hely.    | Össz.    | Idő      | Helyezés |
| --------------------------------------------------- | ---------------- | -------- | -------- | -------- | ------------ | -------- | -------- | -------- | -------- |
| Balog Gábor                                         | 100 m hát        | 55,09    | 5.       | 11.      | 54,95        | 6.       | 12.      | kiesett  | kiesett  |
| Balog Gábor                                         | 200 m hát        | 2:00,14  | 2.       | 9.       | 1:57,91      | 3.       | 3.       | 1:57,42  |          |
| Bernek Péter                                        | 100 m hát        | 55,46    | 6.       | 14.      | 54,93        | 6.       | 11.      | kiesett  | kiesett  |
| Bernek Péter                                        | 200 m hát        | 1:58,45  | 1.       | 1.       | 1:57,41      | 2.       | 2.       | 1:57,47  | 4.       |
| Biczó Bence                                         | 100 m pillangó   | 54,06    | 5.       | 36.      | kiesett      | kiesett  | kiesett  | kiesett  | kiesett  |
| Biczó Bence                                         | 200 m pillangó   | 1:56,63  | 1.       | 3.       | 1:56,44      | 3.       | 3.       | 1:55,62  |          |
| Cseh László                                         | 50 m pillangó    | 23,73    | 3.       | 10.      | 23,95        | 8.       | 15.      | kiesett  | kiesett  |
| Cseh László                                         | 100 m pillangó   | 52,14    | 1.       | 1.       | 52,20 51,73* | 4. 1.    | 8.       | 51,89    |          |
| Cseh László                                         | 200 m vegyes     | 1:59,17  | 1.       | 1.       | 1:58,00      | 1.       | 1.       | 1:58,10  |          |
| Gyurta Dániel                                       | 50 m mell        | 28,15    | 5.       | 17.      | kiesett      | kiesett  | kiesett  | kiesett  | kiesett  |
| Gyurta Dániel                                       | 100 m mell       | 1:00,13  | 2.       | 2.       | 59,58        | 2.       | 4.       | 59,88    | 4.       |
| Gyurta Gergely                                      | 800 m gyors      | 7:55,34  | 4.       | 4.       |              |          |          | 7:55,47  | 6.       |
| Gyurta Gergely                                      | 1500 m gyors     | 15:05,13 | 2.       | 4.       |              |          |          | 15:03,26 | 6.       |
| Gyurta Gergely                                      | 400 m vegyes     | 4:19,46  | 5.       | 9.       |              |          |          | kiesett  | kiesett  |
| Holoda Péter                                        | 50 m pillangó    | 24,66    | 4.       | 39.      | kiesett      | kiesett  | kiesett  | kiesett  | kiesett  |
| Holoda Péter                                        | 50 m gyors       | 23,58    | 10.      | 50.      | kiesett      | kiesett  | kiesett  | kiesett  | kiesett  |
| Holoda Péter                                        | 100 m gyors      | 50,14    | 6.       | 31.      | kiesett      | kiesett  | kiesett  | kiesett  | kiesett  |
| Kis Gergő                                           | 400 m gyors      | 3:50,35  | 2.       | 8.       |              |          |          | 3:53,14  | 8.       |
| Kis Gergő                                           | 800 m gyors      | 8:06,14  | 8.       | 21.      |              |          |          | kiesett  | kiesett  |
| Kis Gergő                                           | 1500 m gyors     | 15:40,77 | 10.      | 20.      |              |          |          | kiesett  | kiesett  |
| Kozma Dominik                                       | 50 m gyors       | 22,33    | 4.       | 9.       | 22,35        | 7.       | 13.      | kiesett  | kiesett  |
| Kozma Dominik                                       | 100 m gyors      | 48,86    | 2.       | 3.       | 48,83        | 3.       | 5.       | 48,76    | 6.       |
| Kozma Dominik                                       | 200 m gyors      | 1:47,99  | 1.       | 4.       | 1:46,89      | 1.       | 3.       | 1:46,78  | 4.       |
| Pulai Bence                                         | 50 m pillangó    | 24,41    | 3.       | 29.      | kiesett      | kiesett  | kiesett  | kiesett  | kiesett  |
| Pulai Bence                                         | 100 m pillangó   | 52,78    | 4.       | 12.      | 52,66        | 8.       | 15.      | kiesett  | kiesett  |
| Pulai Bence                                         | 200 m pillangó   | 1:59,66  | 7.       | 20.      | kiesett      | kiesett  | kiesett  | kiesett  | kiesett  |
| Takács Krisztián                                    | 50 m pillangó    | 24,27    | 2.       | 23.      | kiesett      | kiesett  | kiesett  | kiesett  | kiesett  |
| Takács Krisztián                                    | 50 m gyors       | 22,41    | 4.       | 13.      | 22,25        | 5.       | 11.      | kiesett  | kiesett  |
| Takács Krisztián                                    | 100 m gyors      | 50,11    | 4.       | 29.      | kiesett      | kiesett  | kiesett  | kiesett  | kiesett  |
| Verrasztó Dávid                                     | 200 m vegyes     | 2:01,23  | 4.       | 11.      | 2:00,43      | 6.       | 9.       | kiesett  | kiesett  |
| Verrasztó Dávid                                     | 400 m vegyes     | 4:16,78  | 1.       | 1.       |              |          |          | 4:11,89  |          |
| Verrasztó Dávid                                     | 200 m hát        | 2:00,97  | 4.       | 14.      | kiesett      | kiesett  | kiesett  | kiesett  | kiesett  |
| Cseh László Gyurta Dániel Pulai Bence Kozma Dominik | 4 × 100 m vegyes | 3:34,89  | 2.       | 2.       |              |          |          | 3:33,11  |          |

*Szétúszásban
Női
| Versenyző                                                        | Versenyszám     | Előfutam     | Előfutam     | Előfutam     | Elődöntő     | Elődöntő     | Elődöntő     | Döntő        | Döntő        |
| Versenyző                                                        | Versenyszám     | Idő          | Hely.        | Össz.        | Idő          | Hely.        | Össz.        | Idő          | Helyezés     |
| ---------------------------------------------------------------- | --------------- | ------------ | ------------ | ------------ | ------------ | ------------ | ------------ | ------------ | ------------ |
| György Réka                                                      | 200 m vegyes    | 2:16,22      | 6.           | 19.          | kiesett      | kiesett      | kiesett      | kiesett      | kiesett      |
| György Réka                                                      | 400 m vegyes    | 4:44,23      | 5.           | 9.           |              |              |              | kiesett      | kiesett      |
| Hosszú Katinka                                                   | 200 m vegyes    | 2:11,06      | 1.           | 1.           | 2:08,41      | 1.           | 1.           | 2:08,11      |              |
| Hosszú Katinka                                                   | 400 m vegyes    | 4:31,53      | 1.           | 1.           |              |              |              | 4:31,03      |              |
| Hosszú Katinka                                                   | 100 m gyors     | 54,45        | 2.           | 5.           | 54,48        | 3.           | 5.           | visszalépett | visszalépett |
| Hosszú Katinka                                                   | 200 m gyors     | 1:57,.05     | 1.           | 1.           | 1:56,96      | 2.           | 3.           | 1:56,69      |              |
| Hosszú Katinka                                                   | 400 m gyors     | visszalépett | visszalépett | visszalépett |              |              |              | kiesett      | kiesett      |
| Hosszú Katinka                                                   | 50 m hát        | 28,81        | 4.           | 10.          | 28,86        | 7.           | 15.          | kiesett      | kiesett      |
| Hosszú Katinka                                                   | 100 m hát       | 1:00,08      | 1.           | 1.           | 1:00,19      | 2.           | 3.           | 59,63        |              |
| Hosszú Katinka                                                   | 200 m hát       | 2:11,09      | 1.           | 4.           | 2:20,04      | 8.           | 16.          | kiesett      | kiesett      |
| Hosszú Katinka                                                   | 100 m pillangó  | 58,87        | 3.           | 9.           | visszalépett | visszalépett | visszalépett | kiesett      | kiesett      |
| Hosszú Katinka                                                   | 200 m pillangó  | 2:08,91      | 1.           | 4.           | 2:08,83      | 1.           | 3.           | 2:07,28      |              |
| Jakabos Zsuzsanna                                                | 200 m pillangó  | 2:08,73      | 1.           | 2.           | 2:09,19      | 3.           | 6.           | 2:08,03      | 4.           |
| Kapás Boglárka                                                   | 400 m gyors     | 4:09,17      | 3.           | 5.           |              |              |              | 4:06,61      | 5.           |
| Kapás Boglárka                                                   | 800 m gyors     | 8:28,87      | 1.           | 3.           |              |              |              | 8:22,06      |              |
| Kapás Boglárka                                                   | 1500 m gyors    | 16:17,23     | 2.           | 3.           |              |              |              | 16:03,04     |              |
| Verrasztó Evelyn                                                 | 200 m vegyes    | 2:14,03      | 2.           | 6.           | 2:12,60      | 2.           | 4.           | 2:12,95      | 4.           |
| Verrasztó Evelyn                                                 | 400 m vegyes    | 4:41,15      | 4.           | 5.           |              |              |              | 4:40,61      | 6.           |
| Verrasztó Evelyn                                                 | 100 m pillangó  | 59,76        | 7.           | 17.          | visszalépett | visszalépett | visszalépett | kiesett      | kiesett      |
| Verrasztó Evelyn                                                 | 200 m pillangó  | 2:10,97      | 4.           | 8.           | kiesett      | kiesett      | kiesett      | kiesett      | kiesett      |
| Jakabos Zsuzsanna Verrasztó Evelyn Kapás Boglárka Hosszú Katinka | 4 × 200 m gyors |              |              |              |              |              |              | 7:54,23      |              |

## Nyílt vízi úszás
Férfi
| Versenyző       | Versenyszám | Idő       | Helyezés |
| --------------- | ----------- | --------- | -------- |
| Gyurta Gergely  | 10 km       | 1:50:08,0 | 10.      |
| Papp Márk       | 5 km        | 56:21,2   | 15.      |
| Papp Márk       | 10 km       | 1:50:14,3 | 17.      |
| Rákos Patrik    | 5 km        | 55:19,2   | 11.      |
| Rákos Patrik    | 10 km       | 1:52:01,2 | 26.      |
| Székelyi Dániel | 5 km        | 59:46,7   | 24.      |
| Székelyi Dániel | 25 km       | feladta   | feladta  |

Női
| Versenyző         | Versenyszám | Idő       | Helyezés |
| ----------------- | ----------- | --------- | -------- |
| Risztov Éva       | 5 km        | 58:48,7   | 4.       |
| Risztov Éva       | 10 km       | 1:56:08,0 |          |
| Olasz Anna        | 10 km       | 1:56:10,7 | 5.       |
| Olasz Anna        | 25 km       | 5:19:21   |          |
| Szilágyi Nikolett | 5 km        | 1:00:46,9 | 11.      |
| Szilágyi Nikolett | 10 km       | 2:00:45,8 | 15.      |
| Szilágyi Nikolett | 25 km       | feladta   | feladta  |

Csapat
| Versenyző                               | Versenyszám | Idő     | Helyezés |
| --------------------------------------- | ----------- | ------- | -------- |
| Gyurta Gergely Rákos Patrik Risztov Éva | Csapat      | 56:16,0 | 4.       |

## Műugrás
Férfi
| Versenyző          | Versenyszám | Selejtező | Selejtező | Döntő   | Döntő    |
| Versenyző          | Versenyszám | Pont      | Hely.     | Pont    | Helyezés |
| ------------------ | ----------- | --------- | --------- | ------- | -------- |
| Bóta Botond        | 1 m műugrás | 275,40    | 21.       | kiesett | kiesett  |
| Bóta Botond        | 3 m műugrás | 240,95    | 27.       | kiesett | kiesett  |
| Somhegyi Krisztián | 10 m torony | 333,20    | 15.       | kiesett | kiesett  |

Női
| Versenyző                     | Versenyszám   | Selejtező | Selejtező | Döntő   | Döntő    |
| Versenyző                     | Versenyszám   | Pont      | Hely.     | Pont    | Helyezés |
| ----------------------------- | ------------- | --------- | --------- | ------- | -------- |
| Gondos Flóra                  | 3 m műugrás   | 237,30    | 19.       | kiesett | kiesett  |
| Kormos Villő                  | 10 m torony   | 243,50    | 11.       | 278,05  | 10.      |
| Reisinger Zsófia              | 10 m torony   | 243,90    | 10.       | 249,00  | 11.      |
| Kormos Villő Gondos Flóra     | 3 m szinkron  | 252,06    | 7.        | 253,59  | 7.       |
| Kormos Villő Reisinger Zsófia | 10 m szinkron | 280,68    | 3.        | 279,48  |          |

## Szinkronúszás
| Versenyző | Versenyszám | Technikai | Technikai | Szabad  | Szabad | Selejtező | Selejtező | Döntő   | Döntő   |
| Versenyző | Versenyszám | Pont      | Hely      | Pont    | Hely   | Pont      | Hely      | Pont    | Hely    |
| --- | ----------- | --------- | --------- | ------- | ------ | --------- | --------- | ------- | ------- |
| Schwarcz Anett Kiss Szofi | Páros       | 71,4691   | 15.       | 74,5000 | 15.    | 145,9691  | 15.       | kiesett | kiesett |
| Blaskó Lili Czegle Fanni Hajas Regina Kiss Szofi László Réka László Zsófia Roszik Helga Schwarcz Anett                            | Csapat      | 72,5726   | 11.       | 73,1000 | 11.    |           |           | 73,0333 | 11.     |
| Blaskó Lili Hajas Regina Kiss Szofi Koltai Kinga László Réka László Zsófia Roszik Helga Schwarcz Anett Tringer Sára Vándor Csilla | Kombináció  |           |           |         |        | 73,6667   | 9.        | 73,5000 | 9.      |